# Michelle Dusserre-Farrell
Michelle Dusserre-Farrell (Long Beach, 26 de dezembro de 1968) é uma ex-ginasta estadunidense, que competiu em provas de ginástica artística.
Farrell começou na ginástica aos cinco anos no SCATS, lugar que formmou as ginastas Kathy Johnson e Sabrina Mar, onde treinou por algum tempo, durante o início da década de 1980. Como maior resultado da carreira, arquiva uma medalha de prata olímpica, conquistada na prova por equipes, nos Jogos de Los Angeles, em 1984. Ao lado da vencedora do individual geral e compatriota Mary Lou Retton, as norte-americanas foram superadas apenas pelas romenas lideradas por Ecaterina Szabó. Em 2006, fora introduzida no Hall da Fama Estadunidense dos ginastas.